# Аят Таблиг
Аят Таблиг (араб. آية التبليغ‎; تبلیغ‎ — пропаганда, от гл. بلغ‎ — достигать) — аят Передачи, 67-й аят суры Аль-Маида, 736 аят Корана.
Аят Таблиг является одним из канонических оснований шиитского богословия в суннито-шиитской полемике по вопросу преемственности земной власти пророка Мухаммада.

О Посланник! Возвести то, что ниспослано тебе от своего Господа. Если ты не сделаешь этого, то не донесешь Его послания. Аллах защитит тебя от людей. Воистину, Аллах не наставляет на прямой путь неверующих людей.

Оригинальный текст (ар.)يَا أَيُّهَا الرَّسُولُ بَلِّغْ مَا أُنزِلَ إِلَيْكَ مِن رَّبِّكَ وَإِن لَّمْ تَفْعَلْ فَمَا بَلَّغْتَ رِسَالَتَهُ وَاللَّهُ يَعْصِمُكَ مِنَ النَّاسِ إِنَّ اللَّهَ لَا يَهْدِي الْقَوْمَ الْكَافِرِينَ— Коран 5:67 (Кулиев)
В комментарии к этому аяту шиитское богословие придерживается позиции, что аят ниспослан в последние дни земной жизни пророка Мухаммада во время его последнего паломничества в Мекку (хиджат аль-вада) и вместе с хадисом Гадир Хум указывает на право  имамата (духовно-политической власти) имама Али ибн Абу Талиба и имамов из его рода.